# Smlouva (teologie)
Smlouva je v biblické teologii termín pro slova a vztah Boží k jeho vyvolenému lidu. Přeneseně se tak nazývají i svaté texty, obvykle tradované v Bibli jako Starý zákon a Nový zákon či pod názvy Stará smlouva a Nová smlouva (tyto termíny běžnější v evangelikálním prostředí).

## Smlouva ve Starém zákoně
V SZ je slovo smlouva překladem hebrejského výrazu berît, závažné ujednání. Smlouvu mohou mezi sebou dále uzavřít jednotlivci či národy. Při uzavření smlouvy byly pořádány oběti a jiné smluvní rituály. Obětované zvíře třeba sloužilo později jako společný pokrm.  
V řeckém překladu SZ (Septuaginta) se slovo berít zpravidla překládá výrazem diathéké, což spíše znamená poslední vůli.

## Smlouva v Novém zákoně
V NZ se slova diathéké – smlouva užívá při popisu zjevení Božího, dále při ustanovení večeře Páně.  U apoštola Pavla je smlouva symbolem pro Zákon, Starou smlouvu. Tu naplnil Ježíš Kristus a dále je tu Nová smlouva, kterou představuje příchod Ježíše reformujícího Zákon. Skrze Ježíše Bůh jedná novým způsobem.